# Karin Dor

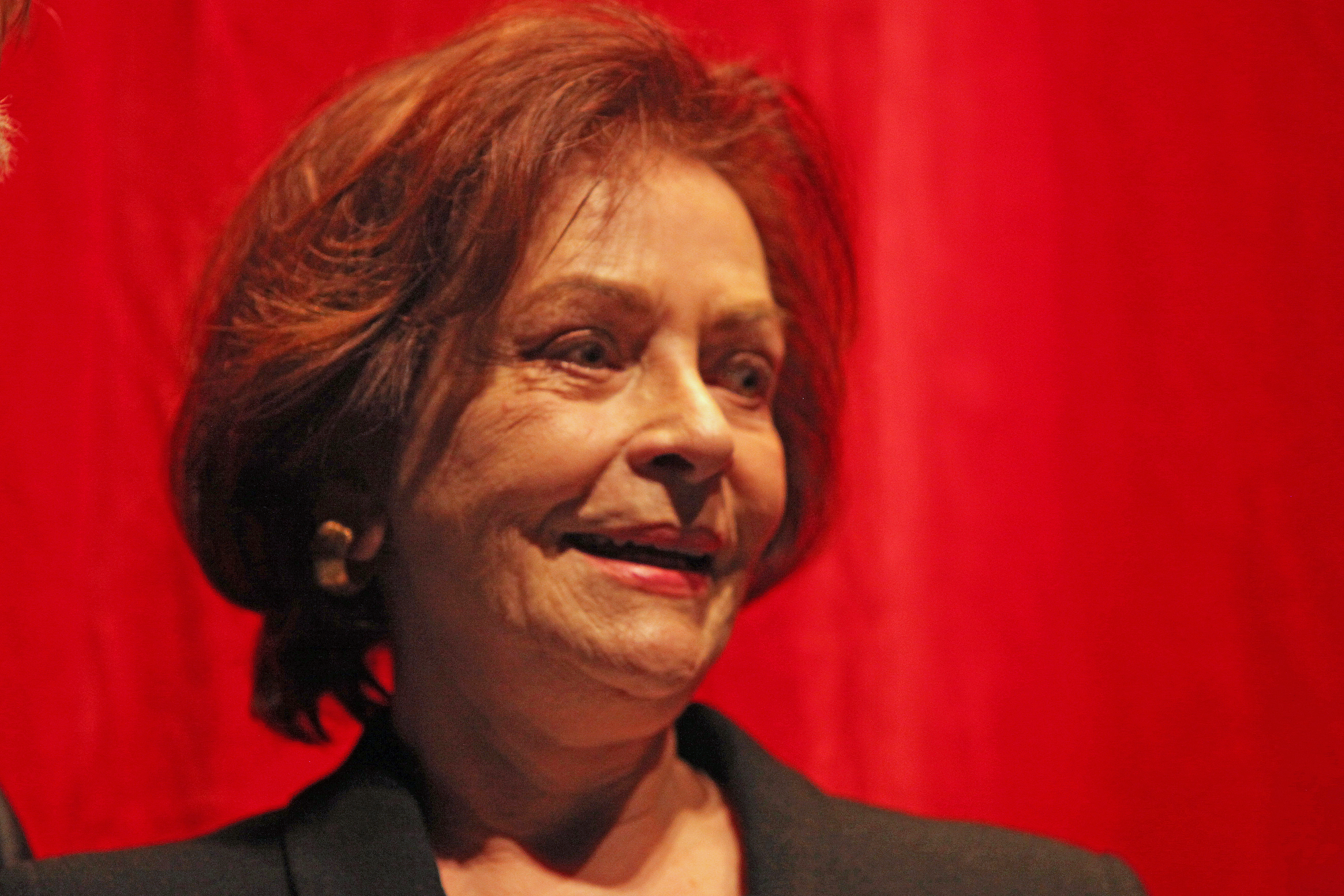
Karin Dor (2015)

Karin Dor (* 22. Februar 1938 als Kätherose Derr in Wiesbaden; † 6. November 2017 in München), auch Rose Dor, war eine deutsche Schauspielerin. In den 1960er Jahren zählte sie zu den populärsten Darstellerinnen des deutschen Unterhaltungskinos.
Sie spielte in mehreren Kinoserien mit, unter anderem in Karl-May- und Edgar-Wallace-Verfilmungen. International bekannt wurde sie durch die Filme James Bond 007 – Man lebt nur zweimal (1967) und  Topas von Alfred Hitchcock (1969).

## Leben
Karin Dor war in jungen Jahren Filmkomparsin. Sie heiratete 1954 mit 16 Jahren den 30 Jahre älteren österreichischen Regisseur Harald Reinl, der ihr ihre erste Sprechrolle verschaffte und sie danach in vielen seiner Filme einsetzte. Bei der Hochzeit 1954 gab Dor sich angeblich als zwei Jahre älter aus, um ohne Schwierigkeiten heiraten zu können; deshalb wird in manchen Schriften 1936 als ihr Geburtsjahr genannt. 1955 wurde ihr Sohn Andreas geboren. Die Ehe hatte bis 1968 Bestand.
In den 1960er Jahren spielte sie in mehreren Kinoserien mit, unter anderem in Edgar-Wallace-, Dr.-Mabuse- und Fu-Manchu-Verfilmungen. Darin gab sie meist die „verfolgte Unschuld“, die entschlossen und tapfer dem Schurken trotzte, bis sie durch den „Guten“ errettet wurde. Sie spielte dreimal die weibliche Hauptrolle in Karl-May-Filmen: 1962 an der Seite von Götz George in Der Schatz im Silbersee, 1964 als Ribanna, die große Liebe von Winnetou, in Winnetou 2. Teil sowie 1968 in Winnetou und Shatterhand im Tal der Toten. 1994 erhielt sie den Scharlih-Preis, die bekannteste Auszeichnung, die mit dem Namen Karl May verbunden ist.
International bekannt wurde sie durch die Filme James Bond 007 – Man lebt nur zweimal (1967) und Topas von Alfred Hitchcock (1969). Sie starb dort spektakuläre Filmtode: Im Bond-Film wurde sie als rothaarige Agentin Helga Brandt von Piranhas gefressen, bei Hitchcock als Kubanerin Juanita von ihrem eifersüchtigen Liebhaber erschossen. Hitchcock wollte die Sterbeszene wie eine Liebesszene aussehen lassen. Die Kamera war direkt über ihr und ihrem Szenenpartner John Vernon positioniert. Man hört den Schuss, Dor fällt zu Boden, und ihr violettfarbenes Kleid öffnet sich wie eine Blüte. Hitchcock hatte dafür an dem Kleid Fäden anbringen lassen, an denen von mehreren Personen außerhalb des Kamera-Blickwinkels im Moment des Fallens gezogen wurde.
Bis in die frühen 1970er Jahre erhielt sie immer wieder Gastrollen in internationalen Film- und auch Fernsehproduktionen wie Ihr Auftritt, Al Mundy (1969) oder Der Chef (1970). Die allgemeine Filmflaute in jener Zeit, ihre Scheidung von Harald Reinl (1968) und eine Krebserkrankung beeinträchtigten zwischenzeitlich ihre Karriere als Schauspielerin.
1972 heiratete sie den Kaufmann Günther Schmucker; die Ehe wurde 1974 geschieden. 1985, nach anderen Angaben 1988, heiratete sie den Stuntman George Robotham und lebte dann lange Zeit in den Vereinigten Staaten. Mit ihrem an Alzheimer erkrankten dritten Ehemann kehrte sie nach Deutschland zurück. Robotham starb im Februar 2007 in Bonn im Alter von 86 Jahren.
Sie orientierte sich neu und spielte viel am Theater in Klassikern wie Tartuffe, aber auch in Boulevardkomödien wie Der Neurosenkavalier, mit dem sie über 500 Mal auftrat. Sie wirkte auch gelegentlich noch in Fernseh- und Kinoproduktionen mit. Ihr Comeback im Kino hatte sie 2006 in Ich bin die Andere als alkoholkranke Mutter an der Seite von Katja Riemann. Seit August 2008 spielte sie in der eigens für sie geschriebenen Komödie Man liebt nur dreimal oder Die Katze am Theater in der Komödie im Bayerischen Hof in München. Kurze Zeit nach einem Sturz im Juli 2016 trat sie wieder in der Komödie im Bayerischen Hof auf, erholte sich aber nicht mehr von den Unfallfolgen. Sie starb am 6. November 2017 im Alter von 79 Jahren in einem Münchener Pflegeheim und wurde in  Simbach am Inn beigesetzt.

## Filmografie (Auswahl)

### Als Schauspielerin
- 1953: Der letzte Walzer
- 1954: Rosen aus dem Süden
- 1954: Rosen-Resli
- 1954: Der schweigende Engel
- 1954: Ihre große Prüfung
- 1955: Solange du lebst
- 1956: Santa Lucia
- 1957: Kleiner Mann – ganz groß
- 1957: Die Zwillinge vom Zillertal
- 1957: Almenrausch und Edelweiß
- 1958: Mit Eva fing die Sünde an
- 1958: Worüber man nicht spricht
- 1958: 13 kleine Esel und der Sonnenhof
- 1958: Skandal um Dodo
- 1959: So angelt man keinen Mann
- 1959: Das blaue Meer und Du
- 1959: Ein Sommer, den man nie vergißt
- 1960: Die Bande des Schreckens
- 1960: Im weißen Rößl
- 1961: Der grüne Bogenschütze
- 1961: Bei Pichler stimmt die Kasse nicht
- 1961: Der Fälscher von London
- 1961: Am Sonntag will mein Süßer mit mir segeln gehn
- 1961: Im schwarzen Rößl
- 1962: Die unsichtbaren Krallen des Dr. Mabuse
- 1962: Der Teppich des Grauens
- 1962: Ohne Krimi geht die Mimi nie ins Bett
- 1962: Der Schatz im Silbersee
- 1963: Die weiße Spinne
- 1963: Der Würger von Schloss Blackmoor
- 1963: Das Geheimnis der schwarzen Witwe
- 1963: Zimmer 13
- 1964: Winnetou 2. Teil
- 1964: Der letzte Mohikaner
- 1965: Hotel der toten Gäste
- 1965: Ich, Dr. Fu Man Chu (The Face of Fu Manchu)
- 1965: Ich habe sie gut gekannt (Io la conoscevo bene)
- 1965: Der unheimliche Mönch
- 1966: Gern hab ich die Frauen gekillt
- 1966: Wie tötet man eine Dame? (Das Geheimnis der gelben Mönche)
- 1966: Der Mann mit den tausend Masken (Upperseven, l’uomo da uccidere)
- 1966: Die Nibelungen, 1. Teil: Siegfried von Xanten
- 1967: Die Nibelungen, 2. Teil: Kriemhilds Rache
- 1967: Man lebt nur zweimal (You Only Live Twice)
- 1967: Die Schlangengrube und das Pendel
- 1968: Caroline Chérie (Schön wie die Sünde) (Caroline chérie)
- 1968: Winnetou und Shatterhand im Tal der Toten
- 1969: Topas (Topaz)
- 1969: Ihr Auftritt, Al Mundy (It Takes a Thief) – Drei Damen lernen fliegen (Fernsehfilm)
- 1970: Dracula jagt Frankenstein
- 1970: Der Chef (Ironside) – Schachmatt in Montreal Teil 1 + 2 (Fernsehfilm)
- 1970: FBI (The F.B.I.) – Die grausame Lüge (Fernsehfilm)
- 1971: Haie an Bord
- 1972: Liebe ist so selten – Die Krise einer Ehe (Fernsehspiel)
- 1974: Hochzeitsnacht im Paradies (Fernsehfilm)
- 1974: Die Antwort kennt nur der Wind
- 1975/77: Frauenstation
- 1976: Vier in der Sahara (Four Against the Desert, Fernsehserie)
- 1977: Mission Overkill (Warhead)
- 1977: Dark Echo (Dark Echoes)
- 1981: Achtung Zoll! (Fernsehreihe)
- 1983: Der Lord und das Kätzchen (Theaterstück im Fernsehen)
- 1985: Gipfeltreffen (Theaterstück im Fernsehen)
- 1986: Johann Strauß – Der König ohne Krone
- 1992/1993: Die große Freiheit (Fernsehserie, Folgen 1–8)
- 1993: Mein Freund, der Lipizzaner (Fernsehfilm)
- 1997: Rosamunde Pilcher – Der Preis der Liebe
- 2000: Rosamunde Pilcher – Ruf der Vergangenheit
- 2001: SOKO 5113 (Fernsehserie, Folge 20x01)
- 2004: Inga Lindström – Sehnsucht nach Marielund (Fernsehfilm)
- 2005: Ich bin die Andere
- 2009: Das Traumschiff – Indian Summer (Fernsehfilm)
- 2010: Das Traumschiff – Panamá (Fernsehfilm)
- 2011: Rosamunde Pilcher – Herzensfragen
- 2015: Die abhandene Welt

### Fernsehshows
- 1974: Dalli Dalli
- 1977: Klimbim (Folge 19)
- 1977: Zum Blauen Bock (Folge 153)
- 1979: Auf Los geht’s los (Folge 17)
- 1985: Alles oder nichts
- 1987: NDR Talk Show
- 1994: Wie würden Sie entscheiden? – Laßt mich sterben
- 1998: höchstpersönlich (Porträt über Karin Dor)
- 1998: Boulevard Bio
- 2000: NDR Talk Show
- 2002: Johannes B. Kerner
- 2006: Beckmann
- 2006: Wetten, dass..?
- 2010: My Swinging Sixties – Gottschalks Zeitreise (ZDF-Nostalgieshow)
- 2010: Kölner Treff
- 2010: ARD-Buffet